# Ingvar Moe
Ingvar Moe född 11 december 1936 i Etne, död 2 september 1993, var en norsk författare, översättare och lyriker. Han debuterade 1975 med diktsamlingen Løktastolpefrø, som han fick Tarjei Vesaas debutantpris för.